# توم ستانتون (صحفي)
توم ستانتون (بالإنجليزية: Tom Stanton)‏ هو صحفي أمريكي، ولد في 17 ديسمبر 1960.

## وصلات خارجية
- الموقع الرسمي